# Bulbonaricus brauni
Bulbonaricus brauni är en fiskart som först beskrevs av Dawson och Allen 1978.  Bulbonaricus brauni ingår i släktet Bulbonaricus och familjen kantnålsfiskar. Inga underarter finns listade.